# アイスランド語協会
アイスランド語協会（アイスランド語: Íslensk Málstöð）はアイスランド語に関する保持・計画を行う組織である。1985年に設立。1997年からネット上に単語集を作成している。